# Matthias Drieß
Matthias Drieß, auch Driess, (* 7. Juli 1961 in Eisenach) ist ein deutscher Chemiker, der Professor für Anorganische Chemie (Metallorganische Chemie und Anorganische Materialien) an der TU Berlin ist.

## Leben
Drieß studierte Chemie an der Ruprecht-Karls-Universität Heidelberg und promovierte dort 1988 bei Walter Siebert (daneben studierte er Philosophie mit einer Abschlussarbeit über Rudolf Carnap). Als Post-Doktorand war er bei Robert West an der University of Wisconsin–Madison und habilitierte sich 1993 in Heidelberg in Anorganischer Chemie (Silicium und Phosphor in ungewöhnlicher Koordination). 1996 wurde er Professor an der Ruhr-Universität Bochum (und erhielt ein Dozentenstipendium des Fonds der Chemischen Industrie) und 2004 an der TU Berlin.
Er war von 2007 bis 2018 Sprecher des Exzellenz-Clusters Unifying concepts in catalysis (Unicat). Seit 2019 ist er Co-Sprecher des darauf nachfolgenden Exzellenzclusters Unifying Systems in Catalysis (UniSysCat).
Er befasst sich mit Synthese von metallorganischen Verbindungen wie Übergangsmetallkomplexen für die Katalyse und Vorstufen (single-source molecular precursors, SSP) für nanoskalige anorganische Materialien mit Anwendungen in Katalyse und Optoelektronik.

## Auszeichnungen (Auswahl)
- 1997 Chemiepreis der Akademie der Wissenschaften in Göttingen
- 2000 Klung-Wilhelmy-Wissenschafts-Preis (für Arbeiten in Hauptgruppen-Chemie, besonders Phosphor, Silizium, Natrium)
- 2010 Alfred-Stock-Gedächtnispreis
- 2011 Wacker Silicone Preis

## Mitgliedschaften
- seit 2012 Mitglied der Nationalen Akademie der Wissenschaften Leopoldina[3]
- seit 2014 Mitglied der Berlin-Brandenburgischen Akademie der Wissenschaften[4]
- seit 2020 Mitglied der Europäischen Akademie der Wissenschaften[5]

## Schriften
- Herausgeber mit Heinrich Nöth: Molecular clusters of the main group elements, Wiley-VCH 2004